# Джани, Марио
Марио Джани, также известен как Джанни Ферреро и Ферреро Джани (10 февраля 1912 — ?) — итальянский футболист, вратарь.
Он начал свою карьеру в 1930 году в «Дженоа», но за клуб так и не сыграл. После двух сезонов в «Вогере» и «Сиене» (в последней команде был основным вратарём) Джани перешёл в «Сестрезе», откуда и получил вызов на летние Олимпийские игры 1936 в Берлине. На турнире он так и не сыграл, будучи дублёром Бруно Вентурини. Тем не менее, он играл в подготовительных спаррингах. В 1937 году он перешёл в «Вадо», где сыграл восемь матчей. Под конец карьеры он перешёл в клуб Серии B, «Фанфулла», где не сыграл ни одного матча.